# Großsteingräber Vårkumla 1 und 2

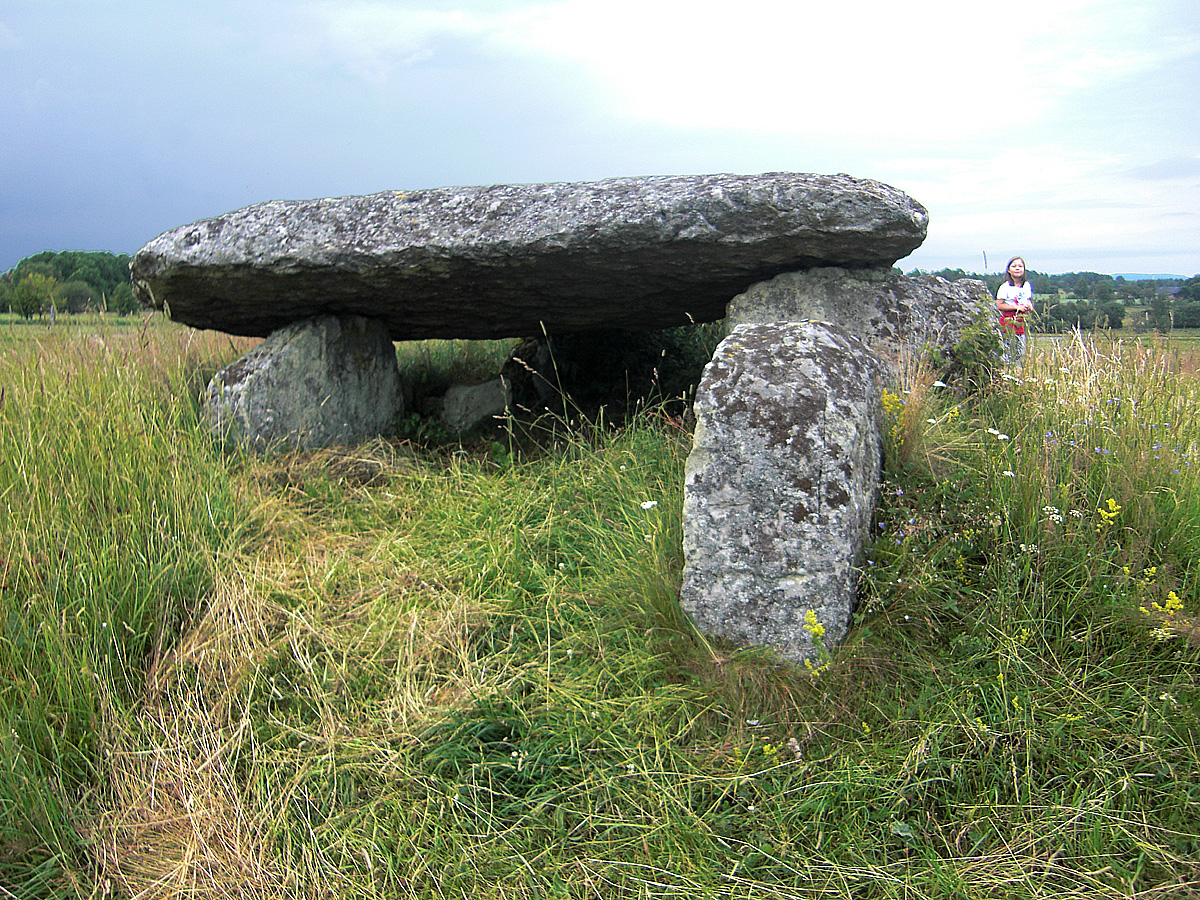
Großsteingrab Vårkumla 2 oder Hallabacken

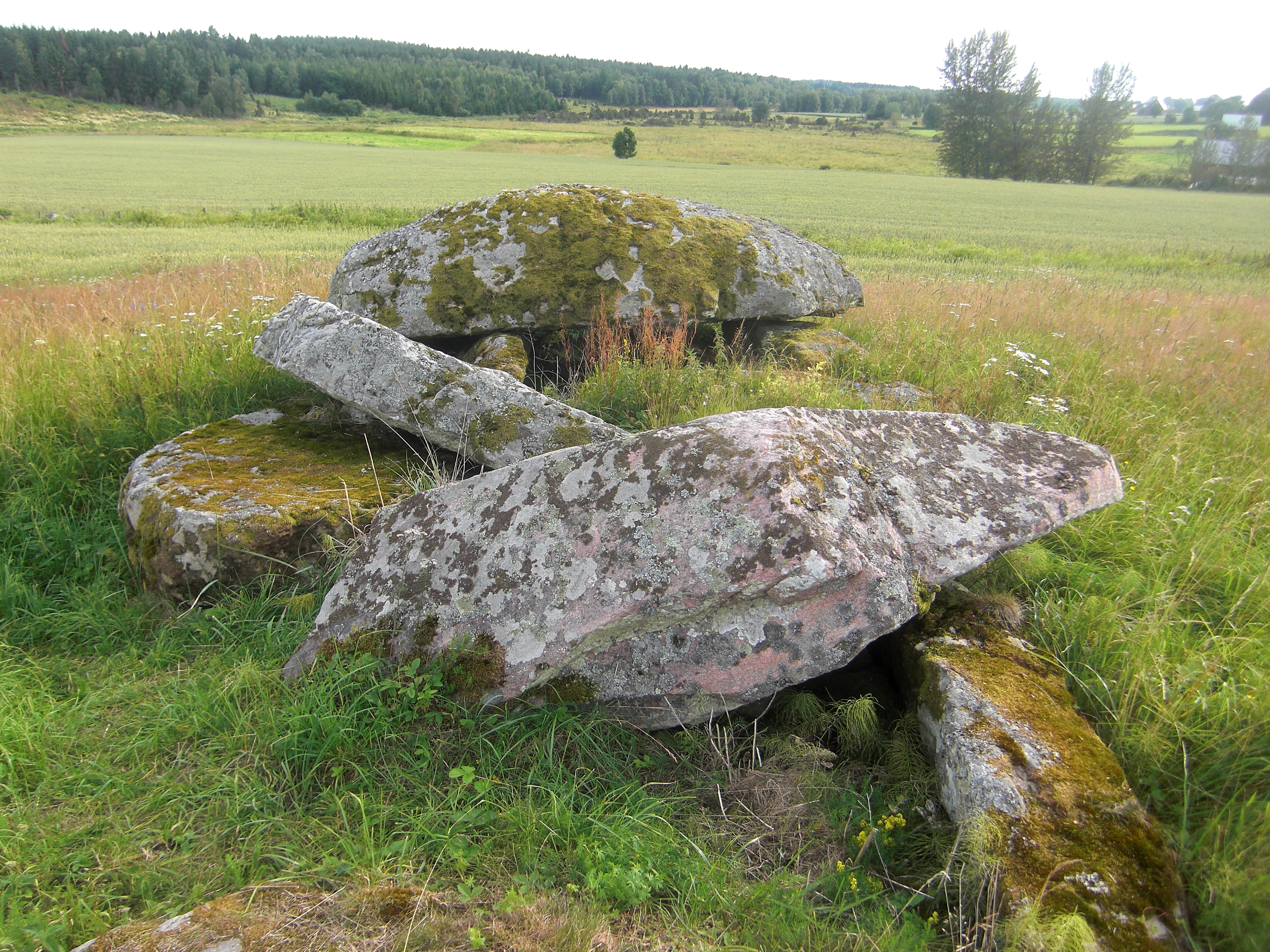
Großsteingrab Vårkumla 2 oder Hallabacken

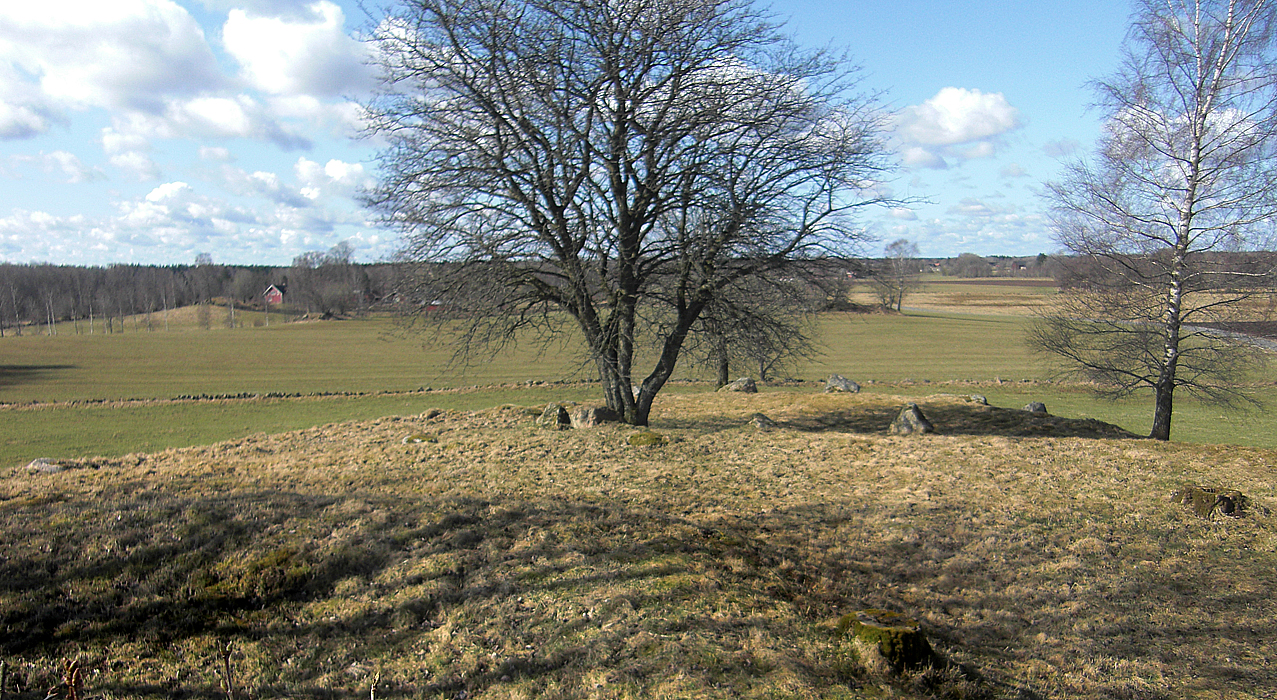
Der Domarring

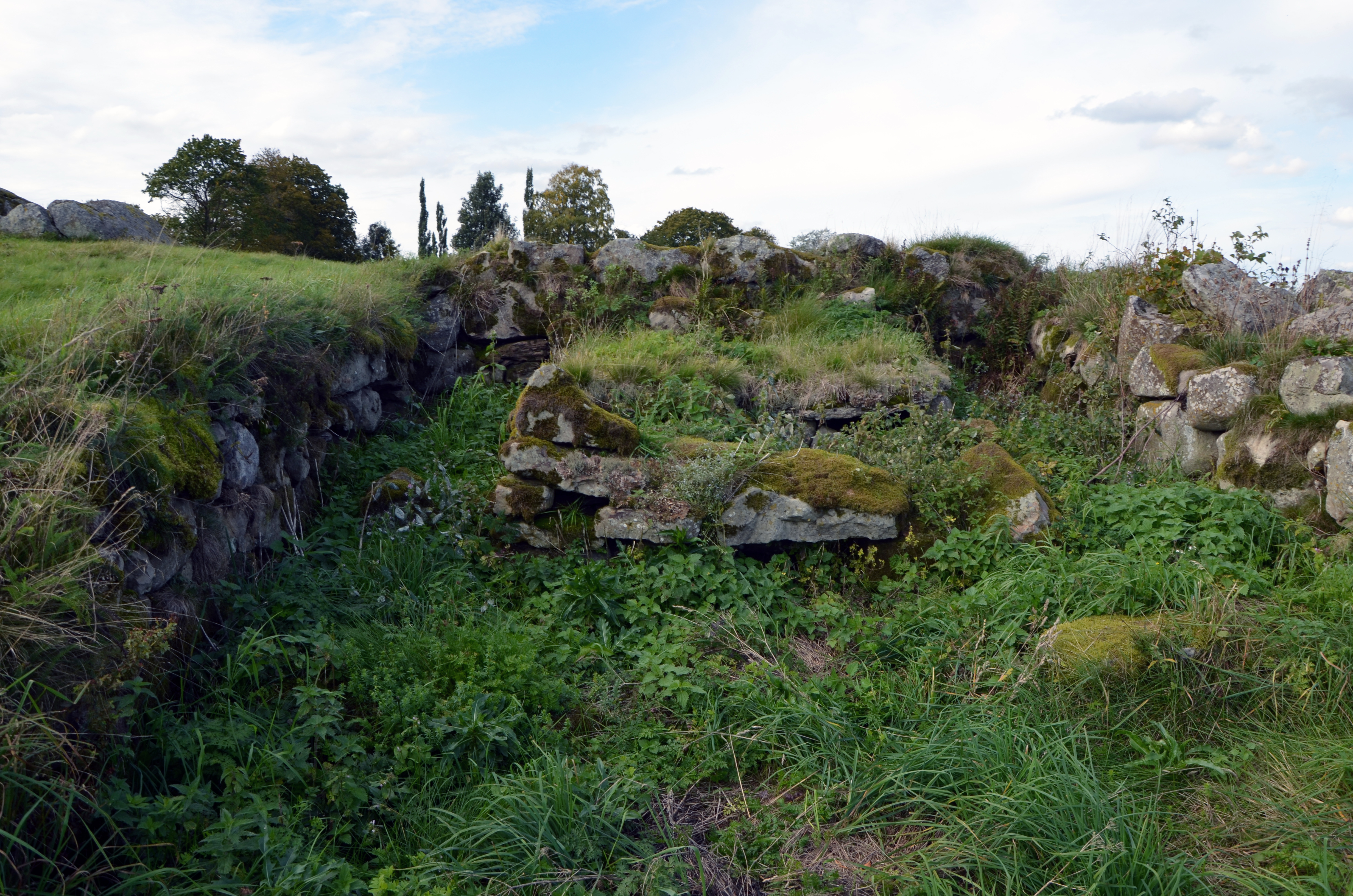
Ruine der Flachsdarre von Vårkumla

Die Großsteingräber Vårkumla 1 und 2 (auch Glaskulla oder Ganggräber von Hallabacken (RAÄ-Nr Vårkumla 14:1 und 14:2 genannt)) liegen zwischen Glaskulla und Vårskäl in Vårkumla in Västra Götaland in Schweden. Es sind die vermutlich größten, aber nicht ausgegrabenen Ganggräber im Falbygden, einer Kulturlandschaft in Westschweden. Beide befinden sich im früher Hälletorp genannten Ort, östlich der Vårkumla-Kirche rechts der Straße nach Vartofta und sind ausgeschildert.
Die beiden Großsteingräber von Vårkumla gehören zu einem Cluster von 270 der insgesamt 400 bekannten Megalithanlagen Schwedens aus der Zeit um 3000 v. Chr., die in dieser Region konzentriert sind. Die Steingräber und Grabhügel weisen auf eine frühe Besiedelung des Gebietes durch die Träger der Trichterbecherkultur (TBK) hin. Das Ganggrab ist eine Bauform jungsteinzeitlicher Megalithanlagen, die aus einer Kammer und einem baulich abgesetzten, lateralen Gang besteht. Diese Form ist primär in Dänemark, Deutschland und Skandinavien, sowie vereinzelt in Frankreich und den Niederlanden zu finden. Ihre Entstehung und Funktion gelten als Kennzeichen der sozialen Entwicklung.

## Beschreibung
Vårkumla 1 ist noch größtenteils im Erdhügel verborgen, nur die riesigen mehr als 20 t wiegenden Decksteine liegen oben auf. Einige Meter weiter befindet sich das Ganggrab Vårkumla 2 oder Hallabacken. Im Gegensatz zu Vårkumla 1 ragt es weiter aus dem Erdhügel heraus. Beeindruckend ist der einzig verbliebene Deckstein.
Auf der Südseite des Hügels, ein Dutzend Meter von einem der Ganggräber entfernt, liegt eine viel später entstandene (möglicherweise aus Steinen der Hügelabdeckung errichtete) Steinstruktur, die aussieht wie ein Kellergewölbe. 
Bei der Kirche von Vårkumla befindet sich ein Domarring.

Vårkumla oder Hallabacken
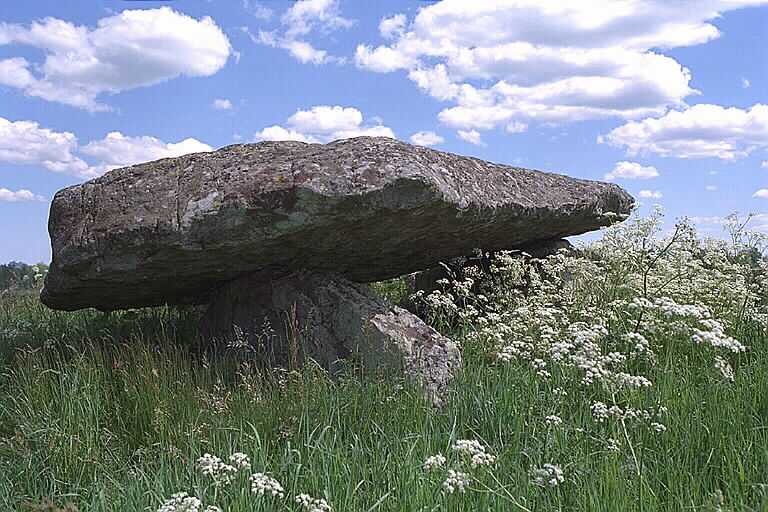
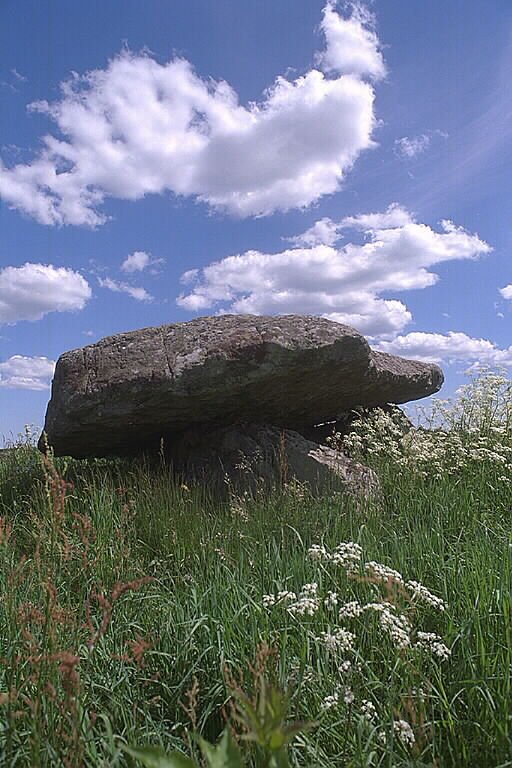
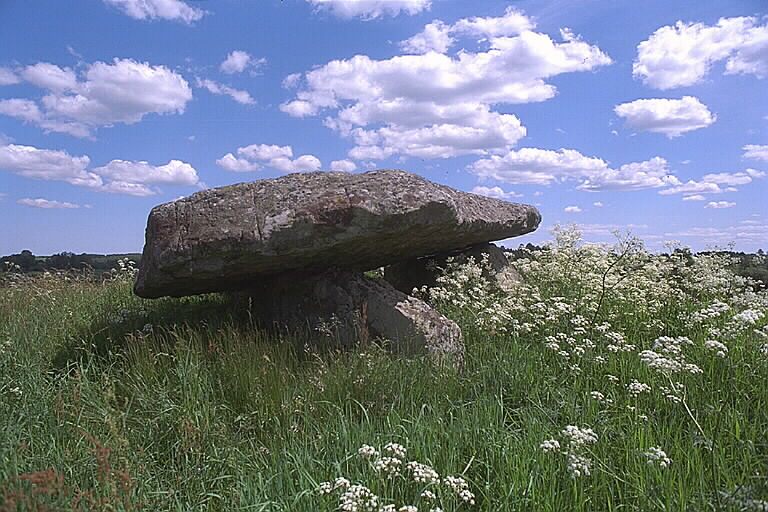
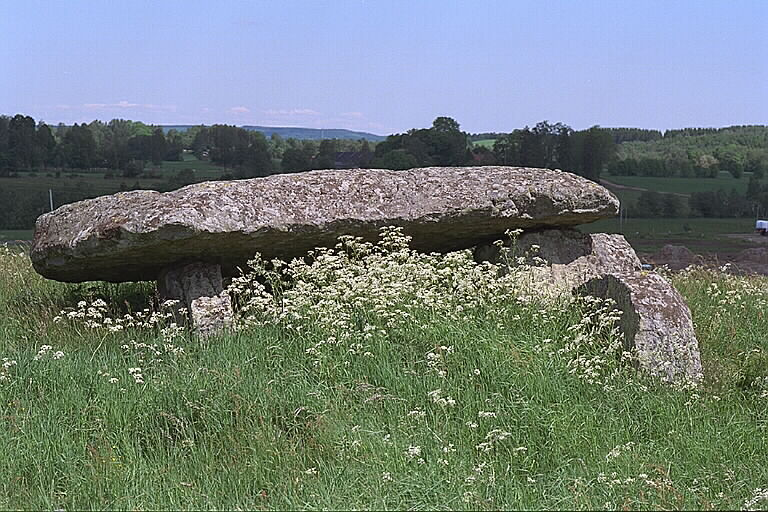

In der Nähe befinden sich die Reste einer zerstörten Flachsdarre, ein Domarring (14 m Durchmesser und 13 Steine) und der Runenstein Vg 139 an der Kirche von Vårkumla.